# 詹新
詹新（1960年—），男，浙江兰溪人，中国电影录音师，上海电影制片厂一级录音师，中国电影金鸡奖最佳录音。